# Tireoidite de De Quervain
A tireoidite de De Quervain ou tireoidite subaguda granulomatosa é uma doença rara da glândula tireóide, cujas causas ainda não são totalmente esclarecidas. Provavelmente infecções virais e predisposição genética sejam fatores que afetem o surgimento da doença.
A doença começa subaguda, ou seja, dentro de poucos dias. Ocorre uma inflamação da tireóide, que é marcada histologicamente através de células gigantes típicas. A doença se manifesta com um leve aumento da tireóide (bócio) assim como sintomas como fortes dores e dificuldades para deglutição. A progressão da doença que dura por mais de meses geralmente ocorre em várias fases. A seguir ocorre uma hiperfunção da tireóide, seguida por uma pequena fase de função normal, conhecida como eutireose, e então seguida por uma fase de hipofunção da tireóide. Durante uma fase de recuperação a tireóide finalmente recupera sua função e geralmente se cura totalmente.
O diagnóstico é estabelecido através da anamnese, exames clínicos e com a ajuda de resultados laboratoriais. Em caso de dúvida pode ser solicitada uma biópsia para que o diagnóstico seja assegurado. A tireoidite subaguda granulomatosa é geralmente uma doença auto-limitada, ou seja, se cura por conta própria sem medidas terapêuticas no período de um ano. Os sintomas e a evolução da doença podem ser contidos através de uma terapia com medicamentos anti-inflamatórios e analgésicos.

## Epidemiologia
A idade média de ocorrência da doença é entre os 30 e 50 anos. As mulheres são 3 a 5 vezes mais afetadas que os homens. Existem poucos dados estatísticos exatos sobre a epidemiologia e principalmente sobre a frequência da doença. Segundo um grande estudo de coorte, a incidência em Olmsted County Minnesota nos anos de 1960 até 1997 foi de 4,9 casos por 100.000 moradores por ano.

## Terapia
A terapia é realizada geralmente para tratar os sintomas. São utilizadas principalmente substâncias antiinflamatórias e analgésicas do grupo dos anti-inflamatórios não esteroides (AINEs), como o ácido acetilsalicílico (AAS) e ibuprofeno. Quando estes medicamentos não são suficientes para um tratamento sintomático, são utilizados glicocorticóides, começando com prednisolona, para um efeito anti-inflamatório. Se mesmo com os AINEs e com a terapia com glicocorticóides a dor permanecer, o diagnóstico deve ser revisto.
Manifestações características da hiperfunção da tireóide, como aceleração do batimento cardíaco (taquicardia), ocorrem apenas em poucos casos. Elas podem ser tratadas com medicamentos beta bloqueadores. 